# Donnie Yen
Donnie Yen (en chino, 甄子丹 cantonés: Yan Ji Daan; mandarín: Zhēn Zǐ Dān Guangzhou, 27 de julio de 1963) es un artista marcial, actor y coreógrafo chino.
Yen es considerado por muchos como uno de los actores asiáticos de acción más populares de los tiempos recientes. Ha sido proclamado por el director Peter Chan como "la persona de acción del momento", así como "un soberbio actor principal que resulta ser una estrella de acción". Yen figura como uno de los actores más rentables de Asia y uno de los mejor pagados, habiendo llegado a ganar más de 28.4 millones de dólares estadounidenses en tan solo cuatro películas en 2013.

## Biografía
Nacido en Cantón, y desplazado a Hong Kong y luego a Boston, Estados Unidos, Donnie empezó su carrera en las artes marciales desde muy pequeño por influencia de su madre, la mundialmente famosa maestra Bow-sim Mark, quien le enseñó taichí tradicional y moderno y otras artes tradicionales chinas como el hung gar o también conocido como hung kuen. Yen empezó karate con once años, y a los catorce hizo su transición al wushu, abandonando la escuela para perseguir una carrera profesional en este deporte. Como la mayoría de jóvenes del Chinatown de Boston, Yen, se la hizo con todas las películas de kung fu que pudo, pero con una diferencia: viendo a Fu Sheng, Ti Lung, Bruce Lee y Jackie Chan en pantalla, Yen practicaba repitiendo los movimientos que veía en las películas, y empezó a acudir al Boston Combat Zone para probarse a sí mismo tomando parte en peleas callejeras. Esto influenció a sus padres a enviarle a China en virtud de un programa de entrenamiento de dos años con el afamado equipo de wushu de Beijing, donde entrenó con el que también fue maestro de Jet Li, Wu Bin. Aunque el entrenamiento era intenso y exigente, Yen demostró sus dotes naturales y persiguió la maestría en el arte, convirtiéndose en uno de sus practicantes más notables de los años recientes. En el viaje de vuelta a Estados Unidos, hizo una parada en Hong Kong y fue presentado ante el director Yuen Woo-ping, el coreógrafo de acción de Matrix, entre otras muchísimas películas. Yuen, que catapultó la carrera de Jackie Chan con la película La serpiente a la sombra del águila y El mono borracho en el ojo del tigre, estaba buscando un nuevo héroe de acción de películas de kung fu, por lo que ofreció a Yen un test ante las cámaras para probar sus habilidades en el cine. Donnie pasó el examen exitosamente, con Yuen encontrando en él el hombre que buscaba.
Inspirado por su ídolo, Bruce Lee, Yen no solo exploró una amplia variedad de diferentes estilos de lucha, sino que también creó su propio y único sistema de artes marciales. Su progresión en las artes marciales y sus apariciones en pantalla fueron paralelas. Empezando su andadura con Drunken Tai Chi, sus inmensas capacidades físicas eran evidentes. En la serie Tiger Cage, Yen mostró su versatilidad con el kickboxing del oeste. El mono de hierro (Iron Monkey) fue un escaparate para el estilo de kung fu tradicional y su memorable papel como Wong Key-ying hizo a esta última una de las mejores películas de artes marciales de la década. Aquí, él glorificó el estilo de kung fu Hung Gar. Irónicamente, Yen nunca entrenó Hung Gar, pero fue capaz de simularlo en pantalla para la película. A lo largo de su carrera en el cine, nunca ha parado de entrenar y sus artes marciales nunca han detenido su desarrollo. El físico y la mente se vuelven uno y cuanto más elevado ha sido su conocimiento en el arte, más ha significado la filosofía de Bruce Lee para él.
Yen dijo, 'He estado involucrado en las artes marciales desde hace muchos años, pero ya no las analizo realmente demasiado. Básicamente, estoy de acuerdo con lo que Bruce Lee decía, que el ser humano tiene dos brazos y dos piernas así que realmente no debe haber muchos estilos diferentes de lucha. Todos los estilos y artes marciales tienen algo que ofrecer.' Yuen reconoció las extraordinarias habilidades físicas de Yen y las series de películas que hicieron juntos llevaron al cine de acción de Hong Kong a una nueva dirección. Esperando empezar la filmación de su primer papel de protagonista, Drunken Tai Chi, el talento de Yen fue usado por Yuen como doble de acción en Miracle Fighters 2 de 1982. Yen hizo su debut a la edad de 19 años en Drunken Tai Chi, que finaliza con una excelente pelea final. Después siguió en más proyectos en la TVB y con Yuen, y con él, su progresión como artista marcial y actor fue incrementándose. Mismatched Couples (1985), una comedia en el que exhibía pasos de break dance, mostró su impresionante flexibilidad y agilidad. Posteriormente, la compañía productora D&B Films Co. le ofreció papeles para las películas Tiger Cage, El camino del dragón (In the line of duty 4) y El ojo del tigre (Tiger Cage 2). La serie Tiger Cage, una cadena de dramas de acción de policías y ladrones contemporánea se convierte en un éxito. La audiencia aún debate cuál de ellas es la mejor. En Tiger Cage (1989), trajo a artistas marciales con talento y amigos como Michael Woods y Stephan Berwick. Sus peleas incorporaron patadas de tae kwon do, boxeo occidental y artes marciales tradicionales chinas. En El camino del dragón (In the line of duty 4) (1989), trajo a su amigo John Salvitti a escena también y Yen innovó con coreografías realistas mostrando las avanzadas habilidades de los combatientes. En El ojo del tigre (Tiger Cage 2) (1990), había creado su propio y moderno estilo de combate y muchos coinciden en nombrar las peleas de esta película como unas de las mejores de la historia.
Después de que D&B Films Co. cayera en bancarrota, el periodo de las películas de artes marciales volvió a Hong Kong con el director Tsui Hark en su Érase una vez en China 2 (Once Upon a Time in China 2) y este, buscando un luchador para la pelea final de su película para enfrentarse a Jet Li, eligió a Yen, interpretando al general Lan. Así, Yen y Jet Li tuvieron dos duelos y en los dos Yen coreografió sus movimientos usando una ropa húmeda enrollada como arma entre otras cosas. Fue nominado para mejor actor de reparto en los premios del cine de Hong Kong en 1992 en reconocimiento de su papel en Érase una vez en China 2 (Once Upon a Time in China 2). Las coreografías de lucha entre estos dos astros en esta película están consideradas como unas de las mejores de todos los tiempos. La película le estableció firmemente como una nueva estrella de las películas de kung fu. Esto le llevó a participar en producciones como Espada invencible (The butterfly sword) junto a Michelle Yeoh, New Dragon Gate Inn con Maggie Cheung (una adaptación del clásico de King Hu) y la película de culto El mono de hierro (Iron Monkey) en donde tiene el papel de Wong Key-ying, padre del joven Wong Fei-hung. En esta última, Yen tuvo una pelea con algunos renegados del templo Shaolin, en una de las escenas de artes marciales de más influencia de la década.
Sin embargo, Yen no estaba contento con simplemente aparecer en escena y su camino dio un nuevo giro. Acredita a Yuen por descubrirle en el cine pero aprendió de otros muchos directores. La curiosidad de Yen, su intuición y su sentido artístico le sirvió para comenzar a desarrollar su propio estilo y plasmarlo en pantalla en forma de coreógrafo de acción, movimientos de cámara hasta su técnica de composición y edición. Las tomas sobre el hombro, las secuencias fragmentadas de acción en las que registraba el núcleo del momento y una buena banda sonora son sus marcas en sus películas. En 1994, Yen había sido acreditado como director de acción en muchas películas, incluyendo Wing Chun (en la que estuvo de nuevo con Michelle Yeoh). En esta época, Donnie Yen y Yuen Woo-ping decidieron separarse y llevar caminos distintos.
Después de que la nueva ola de películas de kung fu tradicional llegara a su fin, Yen trabajó para la televisión de Hong Kong plasmando sus habilidades como director, esta vez en series para la TV. Protagonizó y dirigió Kung Fu Master (1994) y Fist of Fury. La primera sigue la historia de un famoso artista marcial, Hung Hei-kwun, durante la rebelión de la población de Han en la dinastía Qing y fue todo un éxito. La segunda, inspirada por el clásico de Bruce Lee de 1971 Furia oriental (Fist of fury) (dirigida por Lo Wei), está situada en 1930 en Shanghái en la ocupación de los japoneses. Otros habían tomado el mismo papel que Bruce Lee de Chen Zhen, incluyendo Jackie Chan en la secuela de Lo Wei del original y Jet Li en Jet Li es el mejor luchador (Fist of Legend) de Corey Yuen. Ahora era el turno de Yen. Sus 30 capítulos para la Hong Kong's ATV le permitieron contar la historia y narrarla como no se había hecho. También tomó algunas escenas bien conocidas de la película original de Lee en su papel de Chen Zhen como su escena sobre la tumba de su maestro con su traje blanco o en la que se enfrenta en el dojo japonés a una muchedumbre de luchadores japoneses que le rodean. No solo experimentó con diferentes estilos de acción sino con el trabajo de cámara, edición, banda sonora y efectos de chroma key. El romance, la intriga y el drama comenzaron a ser elementos clave en las historias de Yen.
En esta misma época el director Jing Wong le ofreció varios papeles para películas como Circus Kids (1994), en la que compartió película con Yuen Biao, Asian Cop: High Voltage (1995), rodada en Filipinas o The Saint of Gamblers, del mismo año. En 1996 acabó su contrato con Jing Wong y firmó con la compañía de cine independiente My Way Film Co., empezando a experimentar con la dirección y el trabajo de cámara.
A pesar de su talento excepcional para las artes marciales, escogió un camino distinto para su debut en la gran pantalla como director en Legend of the Wolf de 1997. Yen decía, 'Quiero dar emoción a los corazones de la audiencia. Sin eso, no hay nada.' Muchos directores pueden hacer las cosas más grandes, más complicadas y más violentas pero Yen quería que sus películas llegaran a los espectadores. Habiendo rodado por menos de medio millón de dólares de Estados Unidos y por su estilo único, la crítica le aclamó a lo largo de Asia y fue particularmente bien recibido en Japón, donde Yen comenzó a ser un icono de culto entre las jóvenes fanes. Legend of the Wolf (a.k.a. New Big Boss) se ha distribuido por todo el mundo. Yen hace el papel de Man-hing, también conocido como Wolf, un ex asesino que intenta disuadir a otras personas de asesinar. Un trabajo de cámara experimental y un ritmo enérgico se pueden ver en esta película como en sus trabajos previos de TV. Al contrario que la mayoría de directores de artes marciales de Hong Kong, Yen no distingue entre rodar acción y drama. 'Muchos me han preguntado cómo distinguir la acción del drama', dice. 'Bien, yo no lo hago. Las artes marciales son una forma de expresión, una expresión de tu ser. Como todas las formas de vida del universo. Un gesto, una sonrisa, o simplemente caminar por la calle es una expresión. Para mí, rodar y editar debe tener ritmo. Debe ser parte de ti. Ciertamente debe haber aspectos técnicos y fundamentales, pero al final tiene que haber armonía.
Habiendo rodado Legend of the Wolf, Yen hizo su siguiente película, Ballistic Kiss. Donde su primera película había sido enfocada en la acción de artes marciales, Ballistic Kiss se enfocó hacia una representación de lo más imaginativa llevada nunca al celuloide. La banda sonora fue compuesta por el afamado compositor japonés Yukie Nishimura, que se propuso voluntariamente para trabajar en el proyecto, habiendo sido inspirado viendo el debut de Yen en Legend of the Wolf. La película fue rodada por menos de medio millón de dólares y bajo circunstancias enormemente difíciles, considerando la crisis económica de Asia. El film no solo fue un éxito entre los críticos de Hong Kong sino que Yen fue nominado como el mejor joven director en el Festival de Japón de películas fantásticas de 1998. Legend Of The Wolf, Ballistic Kiss, y sus trabajos en televisión junto con sus coreografías de acción aumentaron su reputación. Nunca hace storyboards y, como John Woo, lleva la película en la cabeza. Es un buen observador y puede entrar en escena y determinar qué tomas realizar, qué ángulos y cómo deberían moverse los actores.
1999 vio a Yen dar un nuevo giro cuando fue el primer director de Hong Kong en codirigir una serie de TV alemana, volando hasta Berlín para hacer Codename: Puma. Dirigió 8 episodios de la serie. Después de firmar un pacto de tres películas con Dimension Films (una división de Miramax), Yen hizo su primera película con la compañía, Los inmortales: Juego final (Highlander: Endgame). La película tenía a Christopher Lamber y Adrian Paul como los inmortales, y Yen era director de acción aunque tuvo un papel como uno de los inmortales, Jin Ke. No tuvo mucho éxito pero llevó a las escenas de acción su sabor y estilo único como lo hizo en sus dos proyectos siguientes. En 2001, la película clásica de Hong Kong El mono de hierro (Iron Monkey) se estrenó en los cines de Estados Unidos llevando sus trabajos tempranos a una nueva audiencia.
Yen trabajó como director de acción en Shurayuki-Hime (The princess blade), lo que le llevó a Japón, y en la secuela de Blade de Wesley Snipes, Blade II: Bloodhunt, donde tiene un pequeño papel como Snowman, un vampiro samurái. Trabajó también en Hero, de Zhang Yimou, donde compartió película con Jet Li de nuevo, en uno de sus papeles memorables. También tuvo un papel como villano en Los rebeldes de Shanghái (Shanghai Knights) de Jackie Chan y Owen Wilson. Ambos papeles le dieron reconocimiento internacional y nuevas oportunidades. También se encargó de realizar la mayor parte de las coreografías de lucha en el videojuego Onimusha 3, en 2004. De vuelta a Hong Kong, trabajó como coreógrafo de acción en The Twins Effect, producida por Emperor Multimedia Group Co., ganando los premios de mejor coreografía de acción en el Golden Horse Film Festival y en los premios de cine de Hong Kong.
En 2004 trabajó con Tsui Hark en la película épica Siete espadas y un año después sorprendió con la excelente Duelo de dragones, una película de intenso drama, violencia y unas coreografías duras y realistas que le valió de nuevo el premio a la mejor coreografía de acción. Después del éxito, Donnie y Wilson Yip decidieron seguir trabajando juntos, realizando films como Dragon Tiger Gate o Flash Point, en la que es protagonista, productor y coreógrafo de lucha. La primera obtuvo dos premios a la mejor coreografía y la segunda tres en la misma categoría, un año después. Luego vino, entre otras, Ip Man, la película semi-biográfica sobre Yip Man, el famoso maestro de Wing Chun. El film, protagonizado por Donnie Yen interpretando al citado Yip Man, ganó 12 premios y estuvo nominado 10 veces en distintos festivales. Por supuesto, se alzó con el premio a la mejor coreografía de acción, a cargo de Sammo Hung y Kuang Hsiung en los premios de cine de Hong Kong de 2009. Está considerada una de las mejores películas de artes marciales de la historia y en la famosa web de cine IMDb entró en la lista clasificatoria de las 250 mejores películas de todos los tiempos, privilegio que apenas ninguna del género de artes marciales comparte. Dos años después vio la luz su secuela, también dirigida por Wilson Yip y protagonizada por Donnie Yen. Como su predecesora, obtuvo el galardón a mejor coreografía de acción y también fue alabada por la crítica.
El año 2005, ya con 42 años de edad, fue crucial para sentar una sólida base y demostrar su valía en películas como Siete espadas o Duelo de dragones, que le permitieron en años posteriores realizar una serie de filmes de alta calidad en lo que al género se refiere como Flash Point, Ip Man, Ip Man 2, Bodyguards and Assassins, 14 Blades, Legend of the Fist: The Return of Chen Zhen, The Lost Bladesman o Wu xia. Sin duda, desde mediados de la primera década del siglo XXI ha sido el astro por excelencia en cuanto al cine de artes marciales se refiere y todo ello rozando el medio siglo de vida.
Donnie Yen tiene las capacidades para traspasar las fronteras de oriente y occidente. Habla bien el inglés, cantonés y mandarín ya que pasó su infancia en Hong Kong, su juventud en Boston y los últimos años de nuevo en Hong Kong. Sus películas reflejan su intensidad personal. Sin duda ha sido y es uno de los mejores cineastas en cuestión de películas de acción y artes marciales, género al que ha dado su estilo personal, revolucionándolo una vez más.

## Vida personal
Yen tiene conocimientos de música, siendo su otra inspiración para la vida además de las artes marciales. También por influencia de sus padres -su madre era soprano, mientras que su padre tocaba el violín y el erh-wu chino-, estudió piano clásico, fundamentalmente obras de Chopin. También ha practicado hip hop y breakdancing.
Donnie es gran amigo del también actor de artes marciales Jet Li, y lo considera el mejor de los actores con los que ha trabajado a lo largo de su carrera. Ambos han trabajado juntos en numerosas películas.

## Filmografía
| Año  | Título                                            | Chino                | Personaje                                                               |
| ---- | ------------------------------------------------- | -------------------- | ----------------------------------------------------------------------- |
| 1983 | Miracle Fighters 2                                | 天師撞邪             | Especialista                                                            |
| 1984 | Drunken Tai Chi                                   | 笑太極               | "Ching Do"                                                              |
| 1985 | Mismatched Couples                                | 情逢敵手             | "Eddie"                                                                 |
| 1988 | Tiger Cage / La Ira del Tigre                     | 特警屠龍             | "Terry" Director de Acción                                              |
| 1988 | The Last Conflict                                 | 刑警本色             | "Dick Kwan"                                                             |
| 1989 | In the Line of Duty 4 / El Camino del Dragón      | 皇家師姐IV直擊證人   | "Capitán Donnie Yan"                                                    |
| 1990 | Tiger Cage 2 / El Ojo del Tigre                   | 洗黑錢               | "Dragon Yau" Director de Acción                                         |
| 1991 | Holy Virgin vs. the Evil Dead                     | 魔唇劫               | "Shiang Chin-Fei"                                                       |
| 1991 | Crystal Hunt                                      | 怒火威龍             | "Leung" / "Brett Chan"                                                  |
| 1992 | Cheetah on Fire                                   | 獵豹行動             | "Ronnie" / "Roano"                                                      |
| 1992 | Érase una vez en China II                         | 黃飛鴻之二男兒當自強 | "Comandante Lan"                                                        |
| 1992 | New Dragon Gate Inn                               | 新龍門客棧           | "Eunuch Tsao"                                                           |
| 1993 | El Mono de Hierro                                 | 少年黃飛鴻之鐵馬騮   | "Wong Kei-Ying"                                                         |
| 1993 | Butterfly and Sword / Espada Invencible           | 新流星蝴蝶劍         | "Yip Cheung"                                                            |
| 1993 | Hero Among Heroes                                 | 蘇乞兒               | "Beggar So Chan"                                                        |
| 1994 | Wing Chun                                         | 詠春                 | "Leung Pok To" Director de Acción                                       |
| 1994 | Circus Kid                                        | 馬戲小子             | "Danton Lee"                                                            |
| 1995 | Asian Cop: High Voltage                           | 亞洲警察之高壓線     | "Chiang Ho-Wa" Director de Acción                                       |
| 1995 | The Saint of Gamblers                             | 賭聖2街頭賭聖        | "Lone Seven" (cameo)                                                    |
| 1996 | El Mono de Hierro 2                               | 街頭殺手             | "Mono de Hierro"                                                        |
| 1996 | Satan Returns                                     | 666魔鬼復活          | "Nam" Director de Acción                                                |
| 1997 | Legend of the Wolf                                | 戰狼傳說             | "Fung Man Hin" Director Productor Director de Acción coescritor         |
| 1997 | Black Rose 2                                      | 黑玫瑰義結金蘭       | "Amo de la escuela"                                                     |
| 1998 | Ballistic Kiss                                    | 殺殺人、跳跳舞       | "Cat Lee" Director Productor Director de Acción                         |
| 1998 | Shanghai Affairs                                  | 新唐山大兄           | "Tong Shan" Director Director de Acción                                 |
| 1999 | City of Darkness                                  | 黑色城市             | "Ozone"                                                                 |
| 2000 | Highlander: Juego Final                           |                      | "Jin Ke" Coreógrafo de Artes Marciales                                  |
| 2001 | The Princess Blade                                | 修羅雪姫             | Coreógrafo de acción                                                    |
| 2002 | Blade II                                          |                      | "Snowman" Coreógrafo de acción                                          |
| 2002 | Héroe                                             | 英雄                 | "Cielo"                                                                 |
| 2003 | Shanghai Knights / Los Rebeldes de Shanghai       | 西域威龍2皇家威龍    | "Wu Chow"                                                               |
| 2003 | The Twins Effect                                  | 千機變               | Codirector Director de Acción                                           |
| 2004 | Crónicas de Huadu                                 | 千機變II花都大戰     | "General Lone"                                                          |
| 2004 | Protege de la Rose Noire                          | 見習黑玫瑰           | Codirector Director de Acción                                           |
| 2004 | Love on the Rocks                                 | 戀情告急             | "Victor Tsui"                                                           |
| 2005 | Kill Zone - S.P.L. / Duelo de Dragones            | 殺破狼               | "Inspector Ma Kwan" Director de Acción                                  |
| 2005 | Siete espadas                                     | 七劍                 | "Chu Zhaonan"                                                           |
| 2006 | Stormbreaker                                      |                      | Director de Acción                                                      |
| 2006 | Dragon Tiger Gate                                 | 龍虎門               | "Wong Xiao-Long" o "Dragon Wong" Director de Acción Productor ejecutivo |
| 2007 | Flash Point                                       | 導火綫               | "Inspector Ma Jun" Director de Acción Productor                         |
| 2008 | An Empress and the Warriors                       | 江山美人             | "Murong Xuehu"                                                          |
| 2008 | Painted Skin                                      | 畫皮                 | "Pang Yong" Productor                                                   |
| 2008 | Ip Man                                            | 葉問                 | "Ip Man"                                                                |
| 2009 | All's Well, Ends Well 2009                        | 家有喜事2009         | "Wedding guest"                                                         |
| 2009 | The Founding of a Republic                        | 建國大業             | "Tian Han"                                                              |
| 2009 | Bodyguards and Assassins                          | 十月圍城             | "Shen Chongyang"                                                        |
| 2010 | 14 Blades                                         | 錦衣衛               | "Qinglong"                                                              |
| 2010 | Ip Man 2                                          | 葉問2:宗師傳奇       | "Ip Man"                                                                |
| 2010 | Legend of the Fist: The Return of Chen Zhen       | 精武風雲－陳真       | "Chen Zhen" Director de Acción                                          |
| 2011 | All's Well, Ends Well 2011                        | 最強囍事             | "Arnold Cheng"                                                          |
| 2011 | The Lost Bladesman                                | 關雲長               | "Guan Yu" Director de Acción                                            |
| 2011 | Dragón                                            | 武俠                 | "Liu Jinxi / Tang Long" Director de Acción                              |
| 2012 | All's Well, Ends Well 2012                        | 八星抱喜             | "Carl Tam"                                                              |
| 2013 | Together                                          | 在一起               | "Mr. Cool"                                                              |
| 2013 | Special ID                                        | 特殊身份             | "Chen Zilong" Director de Acción                                        |
| 2013 | The Monkey King                                   | 大鬧天宮             | "Sun Wukong" Director de Acción                                         |
| 2014 | Iceman 3D                                         | 3D冰封俠             |                                                                         |
| 2014 | Last of the Best                                  | 一個人的武林         |                                                                         |
| 2014 | Crouching Tiger, Hidden Dragon: Sword of Destiny  |                      | "Silent Wolf"                                                           |
| 2014 | The Master                                        |                      |                                                                         |
| 2014 | SPL 2: Rise of Wong Po                            | 殺破狼2              | "Ma Kwun"                                                               |
| 2015 | Kung Fu Killer                                    |                      |                                                                         |
| 2015 | Ip Man 3                                          |                      | "Ip Man"                                                                |
| 2016 | Rogue One: una historia de Star Wars              |                      | "Chirrut Imwe"                                                          |
| 2016 | Crounching Tiger, Hidden Dragon: Sword of Destiny |                      |                                                                         |
| 2017 | XXx: Return of Xander Cage                        |                      | Xiang                                                                   |
| 2017 | Chasing the Dragon                                | 追龍                 | Crippled Ho                                                             |
| 2018 | Big Brother                                       |                      | "Dai si hing"                                                           |
| 2019 | Ip Man 4: The Finale                              | 葉問4：完結篇        | "Ip Man"                                                                |
| 2020 | Mulan                                             | 花木兰               | Comandante Tung                                                         |
| 2021 | Ranging Fire                                      | 怒火                 | Cheung Sung-bong                                                        |
| 2023 | John Wick: Chapter 4                              |                      | Caine                                                                   |